# Integraal en kwalitatief cultuurbeleid
Integraal en kwalitatief cultuurbeleid verwijst naar het Decreet van 13 juli 2001 van de Vlaamse regering, houdende het stimuleren van een kwalitatief en integraal lokaal cultuurbeleid.
Onder integraal cultuurbeleid verstaat men een cultuurbeleid dat uitgaat van de samenhang tussen de verschillende cultuurdomeinen, met aandacht voor:
- het cultureel erfgoed: de musea, de archieven, de volkscultuur, het verspreid immaterieel en roerend erfgoed
- het sociaal-cultureel werk: de amateurkunsten, het verenigingsleven en de niet-formele volwassenenvorming, de bibliotheken en de cultuurcentra
- de kunsten: de podiumkunsten, de letteren, de muziek, de beeldende kunst en de nieuwe media, de architectuur, de vormgeving en de toegepaste kunsten.

Onder kwalitatief cultuurbeleid verstaat men een cultuurbeleid dat steunt op deskundigheid, strategische aanpak en participatie van alle actoren, een evenwicht tussen enerzijds de culturele behoefte en anderzijds het culturele aanbod, ondersteund door de lokale overheid. 
De Vlaamse Regering kan aan deze beleidsdomeinen andere toevoegen.